# Fotoudtryk
Fotoudtryk og relevante henvisninger.
- Autofokus
- Billedbehandling – manipulering af billeder i et EDB-program.
- Billedstabilisering – metode til at stabilisere billeder ved fotografering i svagt lys etc.
- Billedstøj
- Blænde
- Bracketing – successive eksponeringer.
- Brændvidde
- CCD
- Digitalkamera
- Dybdeskarphed
- Eksponering
- EV (foto)
- EVF – søger.
- EXIF – informationer om digitale billeder.
- Farvemætning
- Flash (blitz) – lysgiver ved fotografering på mørke steder.
- Fokus
- Histogram – Digitalfotografens eksterne lysmåler.
- Hvidbalance
- Hukommelseskort
- IPTC-data – matadata/ tekstinformationer til digitale billeder.
- JPEG – billedformat.
- Kamera
- LCD – monitor.
- Lukkertid
- Makrofotografering
- Makroobjektiv – objektiv til nærfotografering.
- Multiautomatik (foto) – manuel indstillig af eksponeringsparametre.
- NTSC – standard for video.
- PAL – standard for video.
- PC kort
- PCMCIA
- Pixel
- Polfilter – fjerner reflekser.
- RAM – hukommelse
- RAW – billedformat i rå form.
- RAW-konverter – ændrer RAW-formatet til eksempelvis JPEG-formatet.
- Spejlreflekskamera
- Søgerkamera – kompaktkamera.
- Telekonverter.
- TIFF – billedformat.
- UV-filter – Ultraviolet filter, fjerner ultraviolette stråler.
- Vidvinkelobjektiv
- Zoom